# 5 (Alizée)
5 (Cinq) è il quinto album discografico in studio della cantante francese Alizée, pubblicato nel marzo 2013, anticipato dall'uscita del singolo A cause de l'automne, avvenuta a luglio 2012.
Il nome e la copertina dell'album sono stati annunciati il 3 gennaio 2013 in occasione di una puntata di Star Academy e alla sua creazione hanno collaborato Adrien Gallo e Thomas Boulard, ma ha avuto un successo al di sotto delle aspettative.

## Tracce
1. À cause de l'automne – 3:55 (testo: Thomas Boulard – musica: Pete Russell)
2. 10 ans – 3:02 (Thomas Boulard)
3. Je veux bien – 3:36 (testo: Christian Vié – musica: Fred Candeille, Chloé Clerc)
4. Mon chevalier – 3:04 (Thomas Boulard)
5. Le dernier souffle – 2:51 (Séverin)
6. Boxing club – 2:53 (Adrien Gallo)
7. Jeune fille – 2:34 (Thomas Boulard)
8. La guerre en dentelle – 4:26 (testo: Antoine Barrailler – musica: Frédéric Large, Antoine Barrailler)
9. Si tu es un homme – 4:34 (testo: Olivier Volovitch – musica: Nicolas Chassagne)
10. Happy End – 3:36 (testo: Thomas Boulard – musica: Franck Fossey)
11. Dans mon sac – 2:38 (Thomas Boulard)

## Classifiche
| Paese             | Posizione |
| ----------------- | --------- |
| Francia           | 25        |
| Belgio (Vallonia) | 41        |
| Belgio (Fiandre)  | 169       |